# RYU (AV女優)
江波 りゅう（えなみ りゅう、1982年7月16日 - ）は、日本の女優、グラビアアイドル、AV女優。
RYU名義でAVデビュー。所属事務所は&M（アンドエム）であった。その後、江波りゅうに改名し、所属事務所もD-BOXに移籍した。

## 人物
2004年にデビューした着エロクイーンの異名を持つグラビアアイドルでDVDは累計で10万本が売れた。K-1のラウンドガールも務め たことがある。2011年11月19日にSODクリエイトより「芸能人RYU AV DEBUT」でAVデビュー。その後は主にピンク映画の女優として活動する。

## 出演作品

### DVD
- 女神の素顔 RYU/RYU（2008年9月19日、心交社）
- 寸止め！ RYU（2009年4月19日、コンセント）
- Open Your Heart/RYU（2009年1月30日、キャメロンG）
- 禁断の花びら/後藤麻衣＆RYU（2011年9月23日、キングダム）

### アダルトビデオ
- 芸能人 RYU AV DEBUT（2011年11月19日、SODクリエイト）
- 芸能人 RYU NOスキン生姦sex 私のマ○コに生チ○ポ挿れて…（2011年12月22日、SODクリエイト）
- 温泉旅館ソープ 夢の6輪車!花びら大回転スペシャル（2011年12月22日、SODクリエイト）
- 芸能人 RYU 超高級中出しコールガール（2012年1月19日、SODクリエイト）
- SOD star×SOD ACE 大乱交新年会（2012年1月19日、SODクリエイト）
- 芸能人 RYU 挑発してくる隣の部屋の美人妻（2012年2月23日、SODクリエイト）
- 芸能人 RYU 美人潜入捜査官（2012年3月22日、SODクリエイト）
- 芸能人 RYU RYUの音 The Sound of RYU （2012年4月21日、SODクリエイト）
- 芸能人 RYU  手コキ・淫語・痴女（2012年5月24日、SODクリエイト）
- 芸能人 RYU ガチ素人男性7名（内、童貞1名）濃厚ザーメン10発射 ズッコン！バッコン！MM号ファン感謝祭（2012年6月22日、SODクリエイト）
- 芸能人 RYU 酔うと他人の夫（サオ）を入れたくなる妻のお下品な潮 〜甘えんぼうゴックン〜（2012年7月19日、SODクリエイト）

### 写真集/江波りゅう名義
- DIA COLLECTION（2013年5月31日、ダイアプレス、撮影：マキハラススム）ISBN 978-4862147578
- （2016年1月1日）美熟女ダラケの乱交パーティー

## 出演

### 映画
- 連れ込み妻　夫よりも…激しく、淫靡に（2014年3月5日、Xces Film） - 相原やよい 役（主演）[4]
- 寸止めスナック　めす酒場（2017年2月、OP PICTURES、監督・脚本：関根和美） - 沢田萌（主演）
- W不倫 寝取られ妻と小悪魔娘（2017年7月、OP PICTURES、監督・脚本：関根和美） - 君田祥子 役（主演）[5]
- 福マン婦人　ねっとり寝取られ（2018年5月4日、OP PICTURES）南明日香役（主演）[6]

## 参照
- 芸能人RYU AV Debut! - ウェイバックマシン（2011年10月20日アーカイブ分）